# UK Dance Chart
The Official UK Dance Chart — британский музыкальный хит-парад синглов и альбомов в жанре танцевальной музыки, составляемый компанией The Official Charts Company на основе данных о продажах музыкальных релизов в торговых точках и через интернет. Чарт еженедельно публикуется на сайте BBC Radio 1, в ChartsPlus и Music Week.
Учёт продаж через Интернет был введён в 2009 году. В отличие от американского аналога Hot Dance Club Songs, учитывающего ротацию танцевальных композиций в клубах, хит-парад формируется только на основе учёта проданных релизов.